# ミラノ・イタリア放送交響楽団
ミラノ・イタリア放送交響楽団（Orchestra Sinfonica della RAI Milano）は、イタリアのミラノを本拠地として、イタリア放送協会（RAI）に所属していた放送オーケストラ。

## 概要
1950年にRAIがカルロ・マリア・ジュリーニを初代首席指揮者として設立した。歴代指揮者にはブルーノ・マデルナがおり、セルジュ・チェリビダッケや若き日のリッカルド・ムーティなども客演していた。アルフレード・シモネットらを指揮者に起用した放送用のオペラ録音も数多く残している。
1994年にRAIのインフラ整備に伴い、RAI国立交響楽団に吸収合併される形で消滅した。

## 歴代の首席指揮者
- カルロ・マリア・ジュリーニ（1950年 - 1951年）
- ニーノ・サンツォーニョ（1959年 - 1963年）
- マッシモ・プラデッラ（1959年 - 1963年） -  サンツォーニョと共同
- フランコ・カラッチオーロ（1964年 - 1971年）
- ブルーノ・マデルナ（1971年 - 1973年）
- ゾルターン・ペシュコー（1978年 - 1983年）
- カール・メレス（1983年 - 1988年）
- ヴラディミル・デルマン（イタリア語版、英語版）（1988年 - 1994年）